# Enocteur

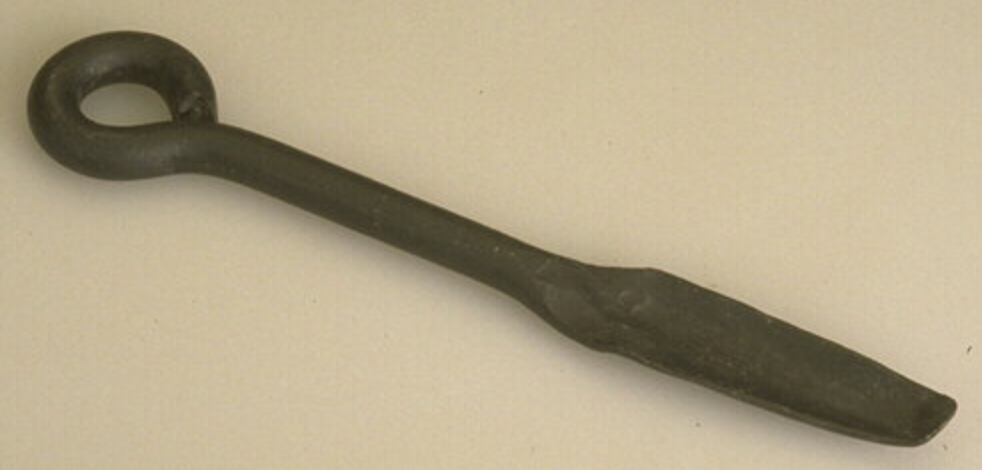
Encoteur, collections du Musée de Bretagne.

Un enocteur est un outil de pêche utilisé lors de la préparation du poisson, et plus précisément de la morue, afin de retirer son sang. Cet outil peut également être désignée comme une cuillière à énocter.

## Description
L'enocteur est généralement fait d'acier.

## Utilisation
L'énocteur permet de nettoyer le poisson des traceurs de sang pour permettre une meilleure conservation,. Sur un bateau, cette tâche est généralement effectuée par le mousse.
Cet outil est utilisé par les pêcheurs Bretons, notamment pendant la grande période de pêche à la morue à Terre-Neuve[réf. nécessaire].